# 佐賀オータムスプリント
佐賀オータムスプリント（さがオータムスプリント）は、佐賀県競馬組合が佐賀競馬場ダート1400mで施行する地方競馬の重賞競走である。正式名称は「KBCラジオ杯 佐賀オータムスプリント」。

## 概要
2018年度の番組改編において新設された重賞競走。佐賀競馬所属の3歳以上馬による秋の短距離重賞であり、創設時からダート1400mで施行されている。

### 条件・賞金等（2024年）
出走条件
サラブレッド系3歳以上オープン、佐賀所属
負担重量
定量（3歳54kg、4歳以上56kg、牝馬2kg減）
賞金額
1着400万円、2着140万円、3着80万円、4着60万円、5着40万円、着外8万円。
副賞
九州朝日放送株式会社ラジオ局長賞、沖縄県馬事畜産振興協議会会長賞、佐賀県知事賞、佐賀県馬主会会長賞、佐賀県競馬組合管理者賞。

## 歴代優勝馬
| 回次  | 施行日         | 優勝馬             | 性齢 | 所属 | タイム | 優勝騎手   | 管理調教師 | 馬主                             |
| ----- | -------------- | ------------------ | ---- | ---- | ------ | ---------- | ---------- | -------------------------------- |
| 第1回 | 2018年11月11日 | ウルトラカイザー   | 牡10 | 佐賀 | 1:27.4 | 真島正徳   | 真島元徳   | 中野真吾                         |
| 第2回 | 2019年11月3日  | ドラゴンゲート     | 牡7  | 佐賀 | 1:27.0 | 鮫島克也   | 三小田幸人 | 平本敏夫                         |
| 第3回 | 2020年11月29日 | フォークローバー   | 牡6  | 佐賀 | 1:28.6 | 倉富隆一郎 | 山田徹     | 成富直行                         |
| 第4回 | 2021年10月24日 | フォークローバー   | 牡7  | 佐賀 | 1:29.8 | 倉富隆一郎 | 山田徹     | 成富直行                         |
| 第5回 | 2022年10月30日 | スパーダ           | 牡7  | 佐賀 | 1:28.6 | 山口勲     | 東眞市     | 了徳寺健二ホールディングス（株） |
| 第6回 | 2023年10月15日 | タケノサイコウ     | 牡4  | 佐賀 | 1:29.5 | 飛田愛斗   | 古賀光範   | 竹原孝昭                         |
| 第7回 | 2024年10月20日 | ロードミッドナイト | 牡6  | 佐賀 | 1:30.9 | 下原理     | 池田忠好   | 光安了                           |

### 各回競走結果の出典
- 佐賀オータムスプリント 歴代優勝馬 - 地方競馬全国協会
- JBISサーチ
  - 2018年、2019年、2020年、2021年、2022年、2022年、2023年、2024年